# Malabarisme

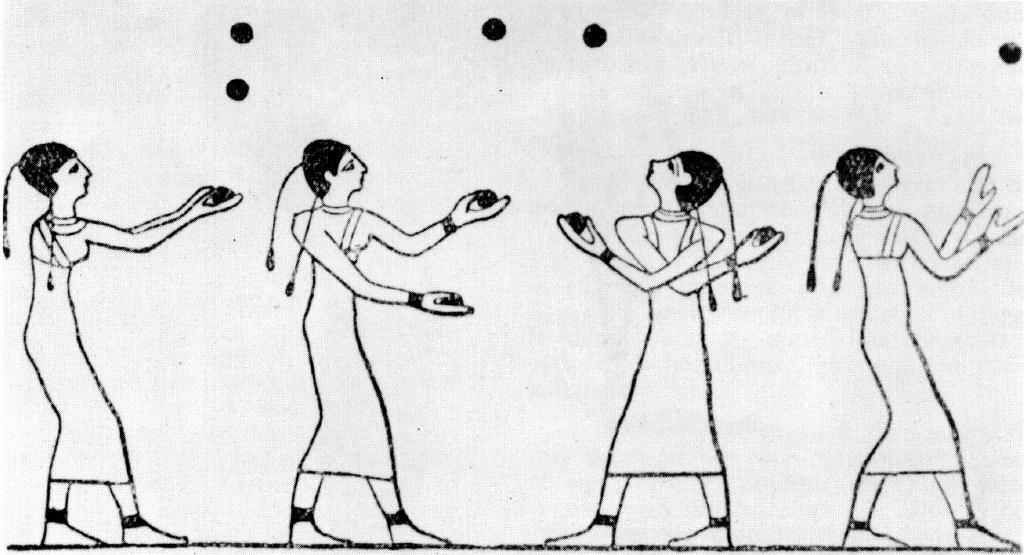
Pintura mural egipcia (c. 1994-1781 BC) representant malabarismes amb boles

Animació de malabars en moviments transposicionals

El malabarisme és una habilitat física, realitzada per un malabarista, que implica la manipulació d'objectes per a l'esbarjo, l'entreteniment, l'art o l'esport. L'activitat, en el seu sentit més estricte, consisteix a llençar, atrapar i tornar a llençar objectes de manera continuada. Els malabars poden manipular un objecte o molts objectes al mateix temps, la majoria de vegades amb una o dues mans, però també possible amb els peus. Els malabaristes sovint es refereixen als objectes que fan malabars com a props o accessoris. Els accessoris més comuns són les pilotes, les maces o les anelles. Alguns malabaristes utilitzen objectes més dramàtics com ara ganivets, torxes de foc o motoserres. El terme malabarisme també pot referir-se habitualment a altres habilitats de manipulació basades en accessoris, com ara el diàbolo, els plats, els pals del diable, el poi, les caixes de cigars, els malabars de contacte, el cèrcol, el io-io i el barret.

## Etimologia
Sembla que el malabarisme o els jocs malabars venen del nom de la regió de Malabar, al sud de l'Índia. Els habitants de la regió eren hàbils amb les mans i en el llançament i arreplegament d'objectes. La paraula jocs malabars arriba al català a través del portugués.

## Història

### Edat antiga
El registre més antic de malabars s'ha trobat en un panell de la tomba de Beni Hasan del XV (1994 a 1781 aC) d'un príncep egipci desconegut, que mostra ballarines i acròbates llançant pilotes. Els malabars s'han vist en moltes cultures, com ara egípcia, nabatea, xinesa, índia, grega, romana, nòrdica, asteca (Mèxic) i polinèsia.
El malabarisme a l'antiga Xina era un art que feien alguns guerrers. Un d'aquests guerrers va ser Xiong Yiliao, el malabarisme del qual amb nou boles davant de les tropes en un camp de batalla va fer que les tropes oposades fugissin sense lluitar, donant lloc a una victòria completa.

### Edat mitjana
A Europa, el malabarisme va ser una diversió ben vista fins a la decadència de l'Imperi romà, després del qual l'activitat va caure en desgràcia. Els malabaristes d'aquesta època només actuarien en mercats, carrers, fires o tavernes. Realitzaven actes curts, humorístics i obscens i passaven un barret o una bossa entre el públic per demanar propines. Alguns bards o bufons de reis i nobles feien malabars o fer acrobàcies, tot i que les seves habilitats principals eren orals (poesia, música, comèdia i narració).

### Edat moderna
El 1768, Philip Astley va obrir el primer circ modern. Uns anys més tard, va emprar malabaristes per fer actes juntament amb els actes de cavalls i pallassos. Des de llavors, els malabaristes s'han associat amb els circs.
A principis del segle xix, companyies procedents d'Àsia, com els famosos "Indian Jugglers" als quals fa referència William Hazlitt, van arribar per fer una gira per Gran Bretanya, Europa i parts d'Amèrica.
Al segle xix, els teatres de varietats i music-hall es van fer més populars, i els malabaristes eren contractats per ocupar els espais entre els actes musicals, actuant davant del teló mentre es canviaven els decorats. Els intèrprets van començar a especialitzar-se en malabars, separant-lo d'altres tipus d'actuació com ara la deglució d'espases i la màgia. L'estil Gentleman Juggler va ser establert per malabaristes alemanys en indrets com Salerno i Kara. El processament del cautxú es va desenvolupar i els malabaristes van començar a utilitzar pilotes de goma. Anteriorment, les boles de malabars es feien amb boles de fil, bosses de cuir farcides, esferes de fusta o metalls diversos. Les pilotes de goma sòlides o inflables van permetre fer malabars amb rebots. Les boles de goma inflades ho van facilitar. Aviat a Amèrica del Nord, els teatres de vodevil van emprar malabaristes, sovint contractant intèrprets europeus.

### Segle XX

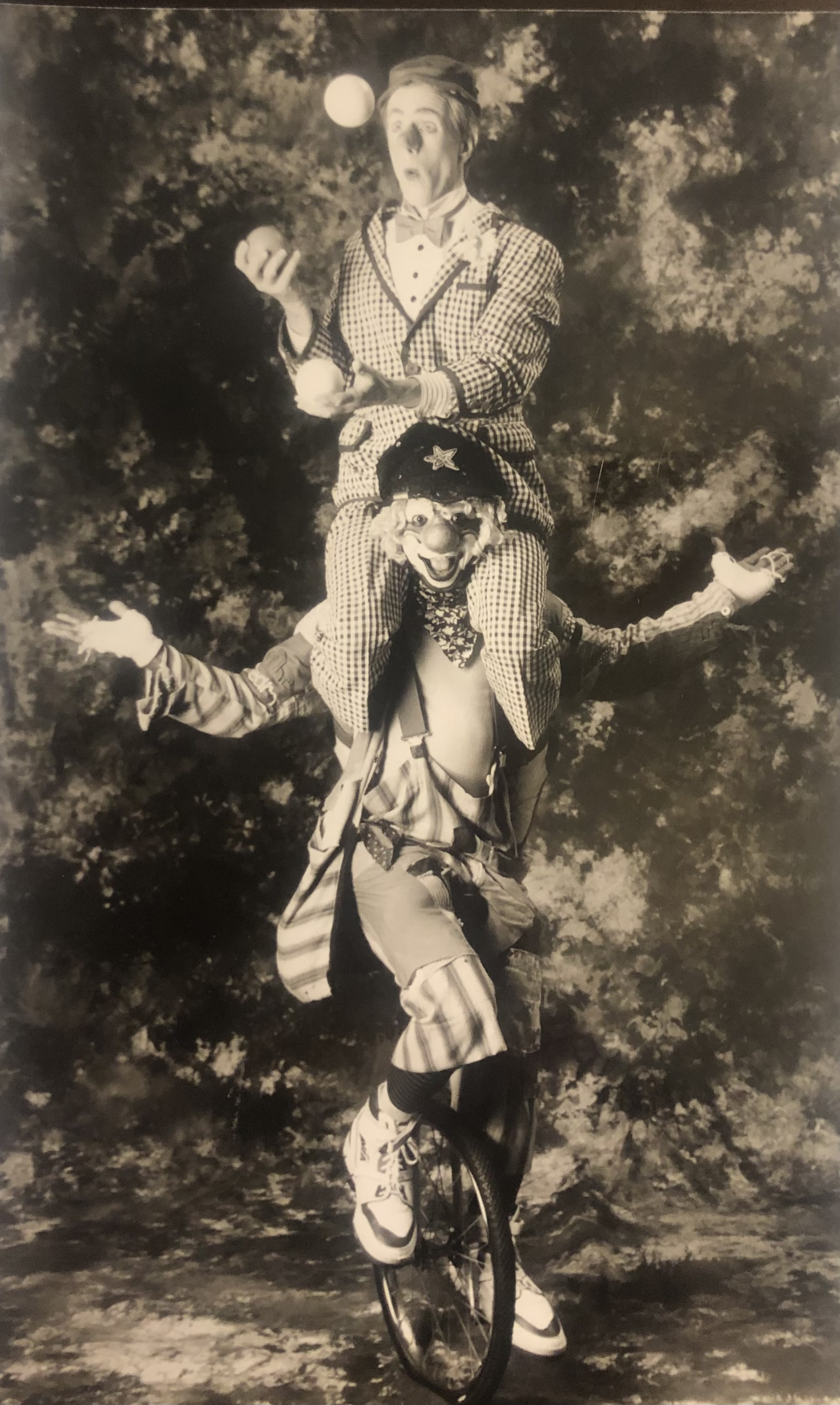
Albert Alter fent malabars en un monocicle Skeeter Reece

A principis i mitjans del segle xx, els espectacles de varietats i vodevil van disminuir en popularitat a causa de la competència dels cinemes, la ràdio i la televisió, i els malabars van decaure. La música i la comèdia es van traslladar molt fàcilment a la ràdio, però els malabars no van poder fer-ho. En els primers anys de la televisió, quan la programació d'estil de varietats era popular, sovint apareixien malabaristes; però desenvolupar una nova funció per a cada nou espectacle, setmana rere setmana, era més difícil per als malabaristes que per a altres tipus d'animadors; els còmics i músics poden pagar a altres per escriure el seu material, però els malabaristes no poden fer que altres persones aprenguin noves habilitats en nom seu.
L'Associació Internacional de Malabaristes, fundada el 1947, va començar com una associació de malabaristes professionals de vodevil, però finalment es van canviar les restriccions d'afiliació i es va permetre als no intèrprets unir-se i assistir a les convencions anuals. L'IJA continua celebrant una convenció anual cada estiu i organitza una sèrie d'altres programes dedicats a avançar en l'art del malabarisme a tot el món.
El Dia Mundial dels Malabars es va crear com un dia anual de reconeixement a l'afició, amb la intenció d'ensenyar a la gent a fer malabars, promoure els malabars i reunir els malabaristes i celebrar-ho. Se celebra el dissabte de juny més proper al dia 17, data de fundació de l'Associació Internacional de Malabaristes.
La majoria de ciutats i grans pobles ara tenen clubs de malabars. Sovint tenen la seu en universitats i col·legis o hi tenen algun tipus de relació. També hi ha grups de circ comunitari que fan classes als joves i fan espectacles. The Juggling Edge manté una base de dades cercable de la majoria de clubs de malabars.
Des de la dècada de 1980, s'ha desenvolupat una cultura dels malabars. L'escena gira al voltant de clubs i organitzacions locals, esdeveniments especials, espectacles, revistes, llocs web, fòrums d'Internet i, possiblement, el més important, convencions de malabars. En els darrers anys, també hi ha hagut una atenció creixent a les competicions de malabars. El malabarisme ha evolucionat i s'ha ramificat fins al punt que és sinònim de tota manipulació d'accessoris. La gran varietat de l'escena dels malabars es pot veure en qualsevol convenció de malabars.
Les convencions o festivals de malabarisme formen la columna vertebral de l'escena dels malabars. El focus de la majoria d'aquestes convencions és l'espai principal utilitzat per als malabars oberts. També hi ha tallers més formals en què malabaristes experts treballen amb grups reduïts sobre habilitats i tècniques específiques. La majoria de les convencions de malabars també inclouen un espectacle principal (obert al públic en general), competicions i jocs de malabars.

## Tipus de malabarismes

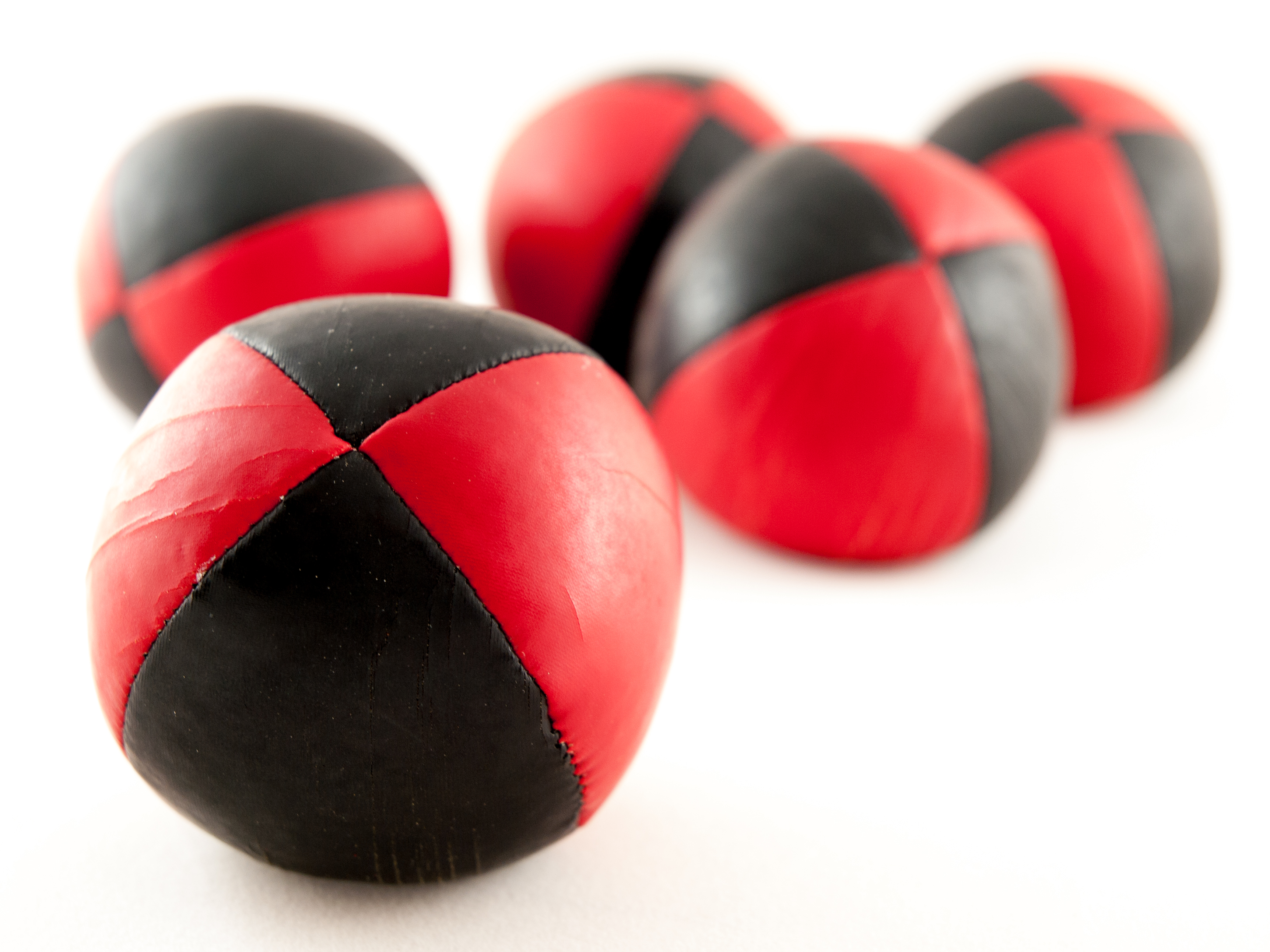
Pilotes per a fer malabarismes

Els jocs malabars poden ser efectuats de moltes maneres, atès que és una activitat on la creativitat té molt de pes. Podem dividir els malabarismes depenent de si els objectes es llancen a l'aire o si no, depenent dels objectes que s'utilitzen, depenent de les persones involucrades i el nombre d'objectes.

### Malabarismes de llançament
És el joc malabar que més es reconeix com a malabarisme. Consisteix a llançar una sèrie d'objectes a l'aire i anar-los empomant a mesura que van caient. Els objectes que s'agafen es tornen a tirar immediatament, així que s'aconsegueix un efecte de continuació, una regularitat en els moviments. Molts malabaristes combinen l'ús de les mans amb el d'altres parts del cos.
Els objectes que es poden utilitzar per a aquest tipus de malabarisme són:
- Pilotes: de diferents materials i mesures, farcides o buides, amb més o menys pes, són l'objecte més comú per a iniciar-se en els malabars.

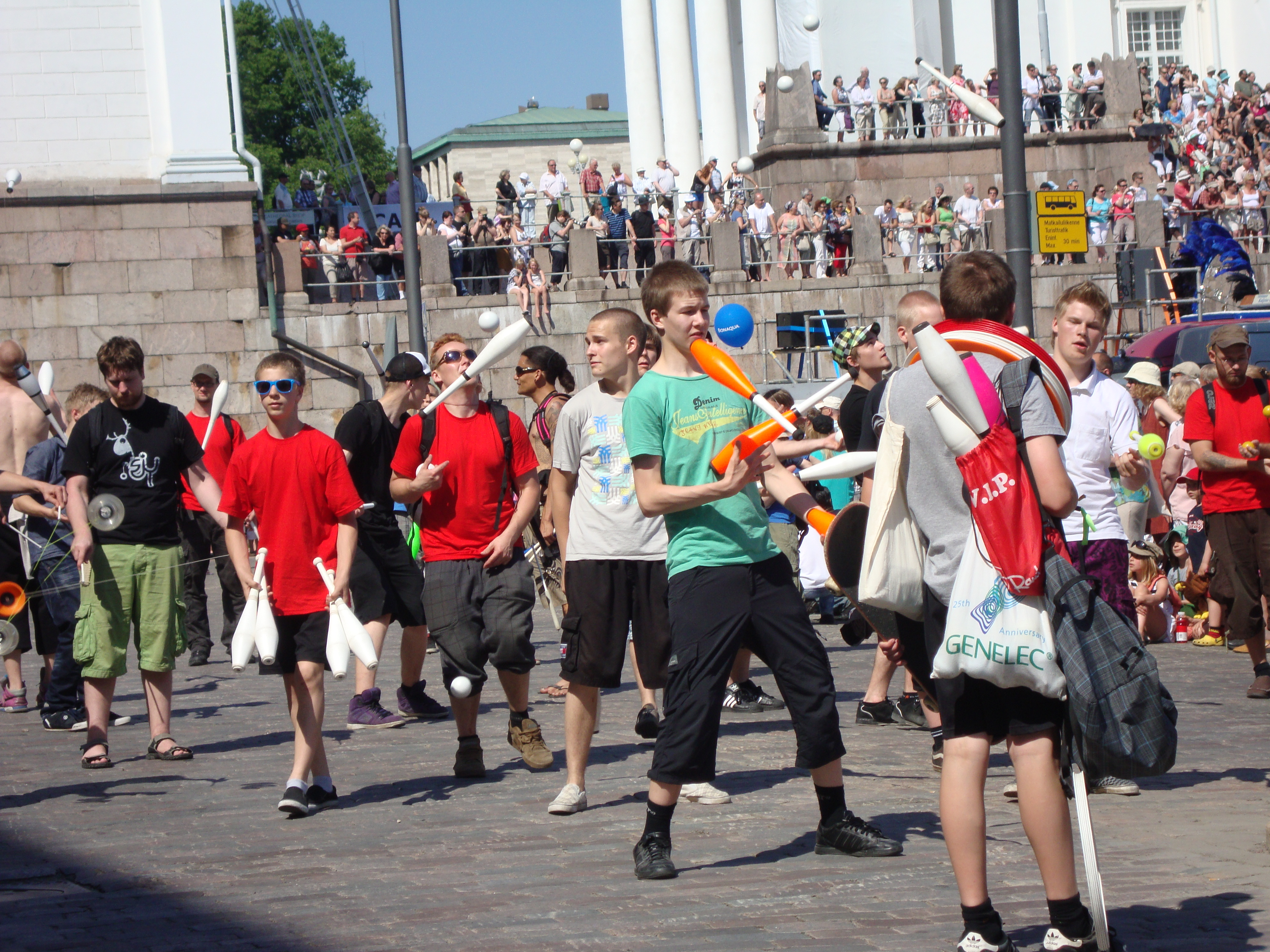
Malabaristes amb maces

- Maces: Són estructures cilíndriques més amples d'un costat que de l'altre, amb la qual cosa pesen més per un costat. Les maces es fan girar en l'aire i tornen a la mà pel mànec. També hi ha maces amb foc o torxes.

- Anelles: normalment metàl·liques i d'uns 30cm de diàmetre.
- Mocadors: cauen més lentament i són més fàcils d'agafar al vol.
- Diàbolo
- Devil sticks: el malabarista aguanta dos pals de la mateixa mida, un en cada mà. Amb aquests pals fa moure un altre pal més llarg, que llança i fa rodar sobre els altres dos.

### Malabarismes de contacte

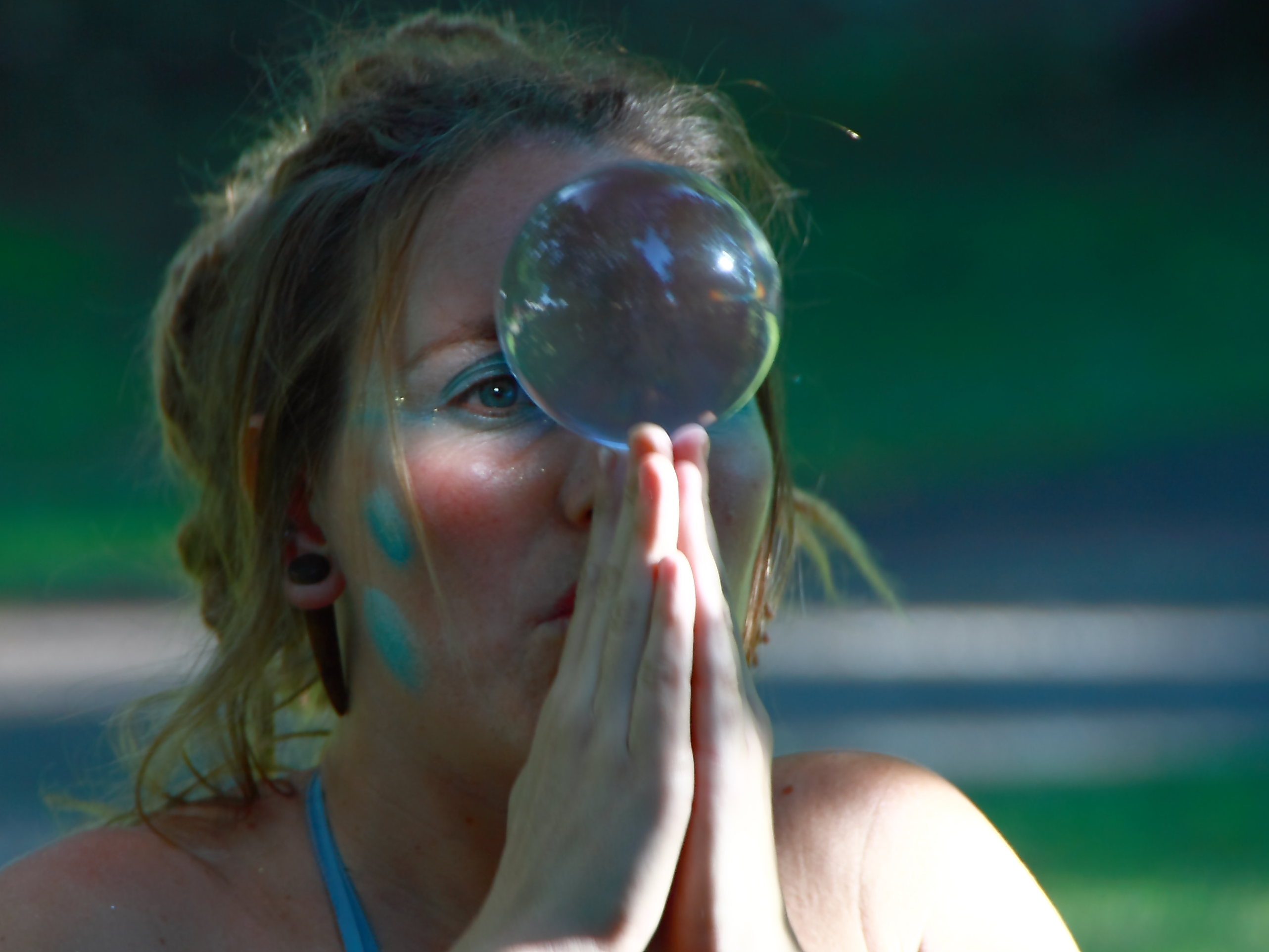
Malabarisme de contacte amb una pilota de metacril·lat

El malabarisme de contacte es caracteritza pel fet que sempre hi ha contacte entre l'objecte i el cos del malabarista. Normalment es fa amb pilotes de metacril·lat o plàstic, que tenen un pes i un equilibri adequats per a rodar sobre els palmells de les mans, els muscles i fins i tot el cap. Molts malabaristes combinen el malabarisme de contacte amb el de llançament.
El pen spinning, o l'art de fer girar el bolígraf, es pot incloure com a malabarisme de contacte.

### Malabarismes de rebot
El malabarisme de rebot és molt semblant al malabarisme de llançament, amb la diferència que en aquesta modalitat els objectes reboten contra una altra superfície aliena al malabarista, a més del llançament. Normalment, es fa amb pilotes de material plàstic adequades per al rebot.

## Rècords mundials
No hi ha cap organització que faci un seguiment de tots els rècords mundials de malabars.
El Comitè del Servei d'Informació de Malabars sobre Malabars de Números (JISCON), una entitat desapareguda, feia un seguiment dels rècords mundials de malabars i superació de clubs. Alguns rècords són rastrejats per Guinness World Records.
La majoria de pilotes de futbol fent malabars simultàniament són cinc i ho va aconseguir Victor Rubilar (Argentina) al Gallerian Shopping Center d'Estocolm, Suècia, el 4 de novembre de 2006. Ho va igualar Marko Vermeer (Holanda) a Amstelveen, Països Baixos, el 4 de novembre de 2006 l'11 d'agost de 2014 i Isidro Silveira (Espanya), a Adeje, Tenerife, Espanya, el 4 de novembre de 2015.

## Beneficis per a la salut
Segons un estudi de la Universitat d'Oxford, els malabars milloren el rendiment de la connectivitat cerebral.

## Matemàtiques
Sobretot als malabarisme de llançament, a part de les mans, la gravetat hi té un paper clau. La coordinació dels moviments i, per tant, les posicions i el temps, dona lloc a un tractament matemàtic específic: les matemàtiques s'han fet servir per entendre el malabarisme, i el malabarisme s'ha fet servir per provar aspectes de les matemàtiques.
Per exemple, al malabarisme amb boles, el temps que passa una bola a l'aire és proporcional a l'arrel quadrada de l'alçada del llançament, és a dir, un increment del nombre de boles fa pujar molt la velocitat o alçada requerida i, per tant, la precisió de la direcció i de la sincronització de llaçaments.
Va ser en Claude Shannon qui va construir el primer robot malabarista, i que va desenvolupar el teorema del malabarisme, en relacionar el temps que una bola és a l'aire, amb el temps que està a les mans: (F+D)H=(V+D)N, on F = temps que una bola és a l'aire, D = temps que una bola s'està a una mà/temps que una mà està ocupada, V = temps que una mà és buida, N = nombre de boles, and H = nombre de mans. Per exemple, 
S'han proporcionat consells i trucs, descrivint seqüències jugables divertides, i fins i tot seqüències per passar-s'ho bé fent servir números i mots.

### Notacions en malabarisme
Els moviments i els llançaments poden resultar molt complexos, i difícil de comunicar a d'altres malabaristes. Per això s'han desenvolupat diversos sistemes per descriure patrons específics, i també per descobrir-ne de nous. Un del que més es fa servir actualment és el siteswap, on les s'assigna a les diferents alçades d'una bola un dígit de referència, o sigui, que un llançament tarda uns quants "batecs" en completar-se. Per exemple, la cascada amb tres boles, un dels moviments fonamentals en malabarisme, es descriu en notació siteswap senzillament com a "3": entre que una bola surt d'una mà i la mateixa bola en surt d'una altra (o la mateixa), tarda tres batecs.

## Aprenentatge
Hi ha llibres amb il·lustracions, consells i mètodes per aprendre malabarisme amb boles i amb d'altres estris, una sola persona o entre vàries persones. Per exemple, es pot ensenyar a fer malabarisme amb torxes enceses.